# Salamandra atra aurorae
Salamandra atra aurorae (Güllandar Ekkelsturtzo in lingua cimbra) è una sottospecie di salamandra alpina che vive solo in una ristretta area dell'altopiano dei Sette Comuni, sulle Prealpi Venete. È talvolta chiamata salamandra di Aurora.

## Descrizione
S. atra aurorae è molto simile nell'aspetto a tutte le altre sottospecie di S. atra, anche considerando i principali caratteri che in genere differenziano le specie di Salamandra: forma del capo, posizione dei denti vomerini, proporzione tra tronco e zampe, disposizione dei pori ghiandolari della pelle, forma e lunghezza della coda.
Tuttavia, a differenza delle altre popolazioni di S. atra, la superficie corporea di S. atra aurorae non è completamente e uniformemente nera. Invece, la superficie dorsale è ampiamente coperta da macchie chiare, che variano dal giallo chiaro al marrone scuro e che sono più ampie e spesso fuse tra di loro sul capo e lungo la schiena. Generalmente alcune macchie sono presenti anche sulle braccia, sulle cosce e sulla coda, mentre sono più rare sui fianchi e sulla superficie ventrale del corpo. Tutti gli individui sono regolarmente maculati, ma differiscono molto tra di loro per il disegno e per l’estensione complessiva delle macchie (da poco più di metà a quasi tutta la superficie dorsale), senza comunque differenze evidenti né tra i sessi né tra le popolazioni. Il disegno delle macchie è già definito alla nascita e generalmente non cambia molto durante l’accrescimento. Tuttavia, in alcuni individui tenuti in cattività sono stati osservati cambiamenti relativamente rapidi ed estesi della tonalità delle macchie, dal giallo al marrone.
Alla nascita, le piccole salamandre sono lunghe circa 50 mm e pesano meno di 1 g. Gli adulti possono raggiungere una lunghezza di 134 mm nei maschi e 139 mm nelle femmine. Le femmine gravide possono arrivare a pesare 14 g.
Il dimorfismo sessuale non è molto evidente, anche se non è stato studiato adeguatamente. Come in altre sottospecie di S. atra, la regione cloacale è generalmente più prominente nei maschi adulti.

## Distribuzione

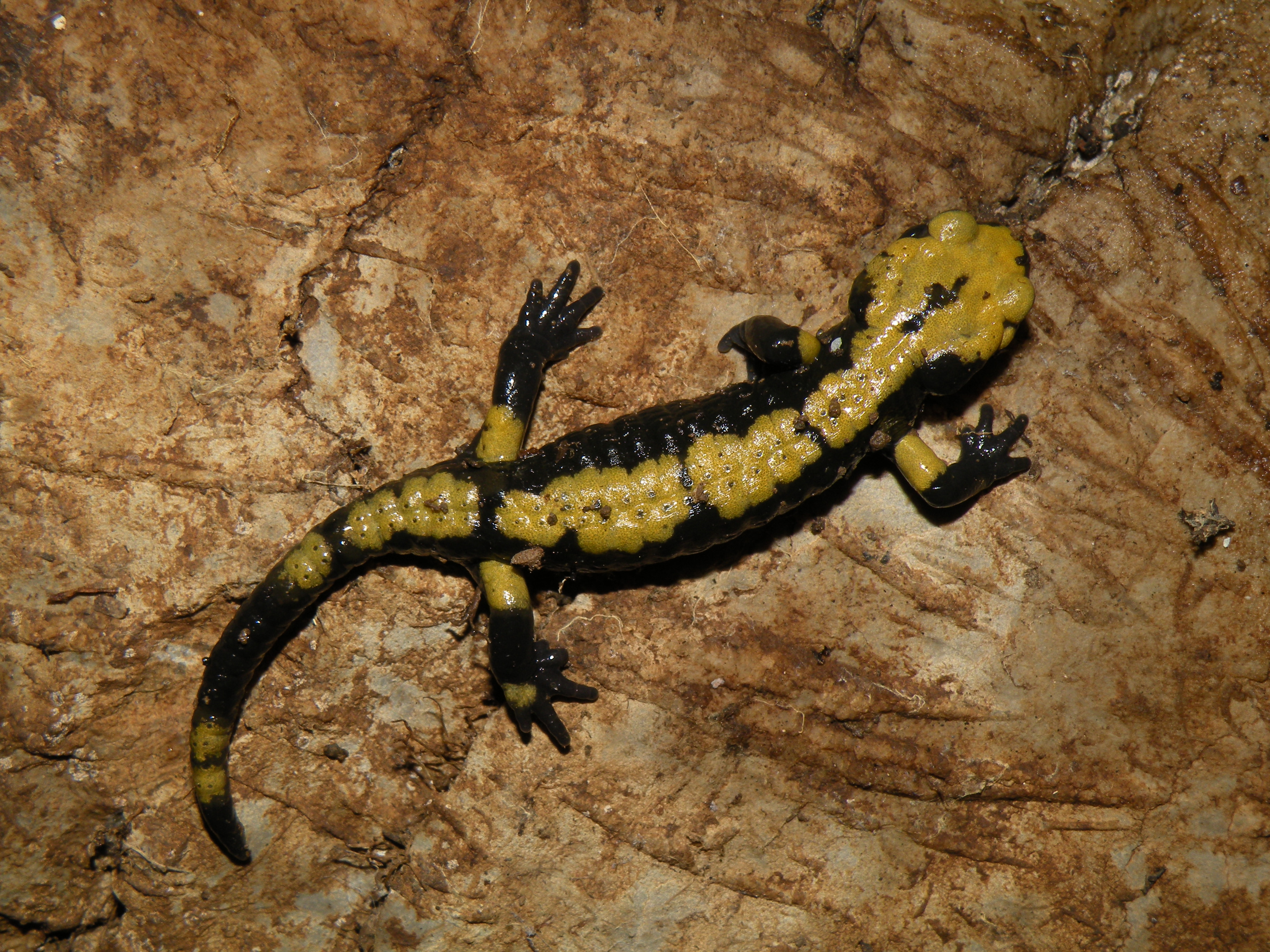
Salamandra atra aurorae, Altopiano dei Sette Comuni, luglio 2012

S. atra aurorae vive soltanto nella parte settentrionale dell'Altopiano dei Sette Comuni, nelle Prealpi Venete (nord-est Italia). Di preciso non si conosce la sua reale distribuzione, perché si tratta di animali molto elusivi, difficili da osservare, ed inoltre non sono ancora state svolte ricerche adeguate. Ad oggi, le segnalazioni documentate e certe sono riconducibili a soli 12 siti, apparentemente distanziati tra loro per più di 0,7 km e approssimativamente allineati in direzione ovest-est, da Val Postesina fino a Monte Fossetta. Tuttavia, non è noto se si tratta effettivamente di popolazioni separate, o se siano invece connesse tra loro attraverso aree apparentemente idonee intermedie. L'area di presenza ("area of occupancy") stimata per S. atra aurorae è di circa 26 km².

## Habitat
S. atra aurorae vive soprattutto in aree esposte a sud, sia su versanti a moderata pendenza sia in strette valli, ad altitudini comprese tra i 1200 e i 1800 m, su substrato roccioso, calcareo e carsico. La maggior parte dei siti è all'interno di foreste di faggio, abete bianco e abete rosso, con abbondanza variabile di lettiera, legno morto e pezzi di cortecce a terra, zone ricoperte da erba e muschi. Solo in pochi casi queste salamandre sono state rinvenute in ambienti con vegetazione aperta, al margine di pascoli.

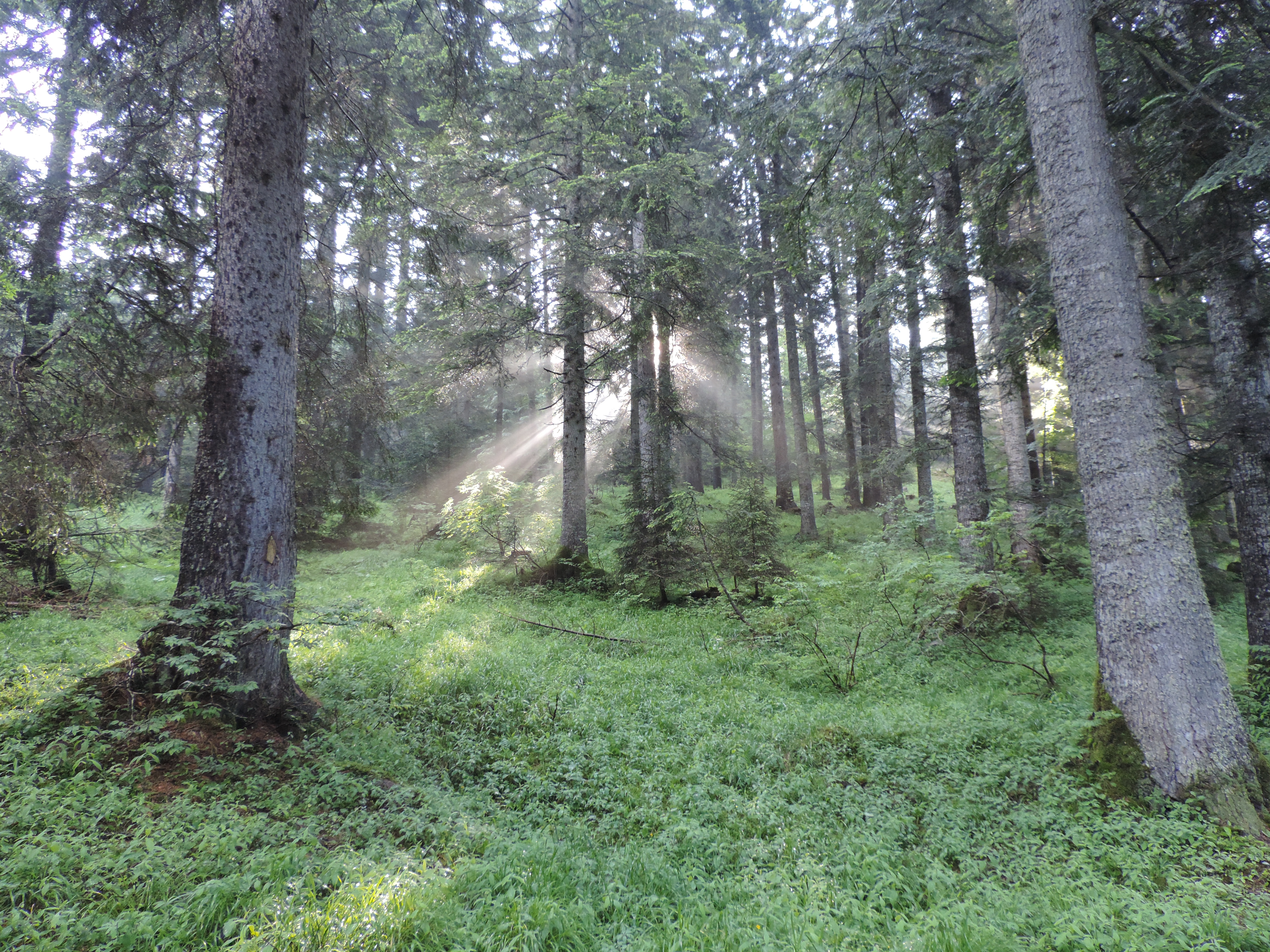
Il bosco del Dosso, sul versante sinistro della val d'Assa, rappresenta l'habitat tipico della Salamandra atra aurorae.

Le maggiori densità di individui sono state stimate nelle parti più interne delle foreste, soprattutto dove si ha una copertura più rada e matura di abete bianco e faggio piuttosto che un bosco più fitto di abeti rossi. Tra gli adulti, maschi e femmine utilizzano habitat simili.

## Ciclo biologico
Il ciclo biologico di S. atra aurorae è stato poco studiato, ma probabilmente è simile a quello noto per le altre sottospecie di S. atra. Lo sviluppo embrionale e quello larvale si completano nel corpo materno e alla nascita i giovani hanno già completato la metamorfosi, anche se talvolta possono mantenere dei residui di branchie per breve tempo. Generalmente la gestazione dura almeno due anni e al suo termine vengono partoriti due piccoli.

## Comportamento
Gli individui svernano nel sottosuolo, probabilmente ad una certa profondità, dove rimangono inattivi per almeno sei mesi. Dal tardo aprile fino a circa metà ottobre, invece, passano gran parte del tempo in rifugi più superficiali, ad esempio sotto sassi che sporgono dal terreno, sotto tronchi marcescenti o sotto pezzi di corteccia presenti a terra. Spesso utilizzano ripari occasionali e comunque cambiano spesso rifugio. Durante questa fase, escono in superficie soltanto quando il suolo è bagnato e c'è un elevato tasso di umidità, soprattutto in seguito a piogge intense dopo periodi secchi, indipendentemente dal ciclo di luce giornaliero. A differenza di altre popolazioni di S. atra, S. atra aurorae non esce regolarmente ogni giorno intorno all'alba. I maschi adulti sono apparentemente più propensi a muoversi in superficie rispetto alle femmine e ai giovani.
Mentre questi ultimi si disperdono nel tempo, gli adulti sono invece sedentari e si mantengono dentro un home range di qualche decina di metri quadrati, anche nel corso degli anni, senza evidenti differenze tra maschi e femmine. Gli home range di individui diversi si sovrappongono parzialmente, anche tra individui dello stesso sesso. Sono state stimate densità di popolazione anche di alcune centinaia di individui per ettaro.

## Minacce, stato di conservazione e gestione
Tutte le foreste abitate da S. atra aurorae sono state sfruttate per secoli per il legname. Tuttavia le moderne pratiche di esbosco fanno uso di mezzi meccanici pesanti che, muovendosi all’interno del bosco durante la stagione di attività delle salamandre, compattano il suolo e rimuovono la vegetazione erbacea lungo le piste utilizzate. Il passaggio di questi mezzi rende quindi il suolo localmente inospitale per S. atra aurorae e può anche comportare lo schiacciamento degli animali che si trovano negli strati più superficiali del suolo e sotto rifugi occasionali.
Questo rappresenta un fattore critico anche in relazione alla gestione degli esboschi in seguito alla tempesta Vaia che nell'autunno 2018 ha interessato il nord-est dell'Italia colpendo anche i boschi dove vive questa salamandra
Soprattutto in passato, hanno suscitato preoccupazione anche la raccolta illegale e incontrollata di individui, finalizzata principalmente alla terraristica, oltre all'alterazione del microclima locale a seguito della captazione delle acque per utilizzi antropici.
A seguito di una valutazione del rischio di estinzione a livello regionale, fatta per il Veneto, secondo i criteri della IUCN, S. atra aurorae è stata classificata come “vulnerabile” (VU), in base al criterio D2, perché l’area di presenza (“extent of occurrence”) è stata stimata inferiore a 20 km². Diversamente, nell'ambito della valutazione globale della specie S. atra, i valutatori hanno proposto di considerare la sottospecie S. atra aurorae come “in pericolo critico” (CR), in base al criterio B1ab (iii), riconoscendo l’esistenza di una sola popolazione localizzata e considerando che la qualità del suo habitat è in declino.
Dal punto di vista amministrativo, S. atra aurorae vive principalmente in Veneto, in provincia di Vicenza, ma anche in una parte del Trentino.
S. atra aurorae è inclusa nell'Allegato II della Direttiva Habitat 92/43/CEE (originariamente con il nome di ‘Salamandra salamandra aurorae’) e nell'Allegato IV della stessa Direttiva (con il nome ‘Salamandra aurorae’). Di conseguenza è vietato disturbare e catturare individui, nonché ucciderli, così come distruggerne l’habitat. Anche solo per poter svolgere ricerche scientifiche, è necessario ottenere un permesso specifico dal Ministero dell'ambiente e della tutela del territorio e del mare. I siti dove è nota la presenza di S. atra aurorae sono, almeno in gran parte, all’interno nel Sito Natura 2000 IT3220036 “Altopiano dei Sette Comuni”.
La consapevolezza dell’unicità di S. atra aurorae si sta diffondendo da ormai un decennio, anche grazie alle molte attività di divulgazionescientifica del locale Museo Naturalistico, nelle comunità che vivono sull’Altopiano dei Sette Comuni. Questo animale è stato adottato come logo del Museo Naturalistico Didattico “Patrizio Rigoni” di Asiago ed in quello della squadra locale di hockey in line “Asiago Newts Hockey”.

## Tassonomia
S. atra aurorae è rimasta sconosciuta alla comunità scientifica fino al 1978, quando un individuo esposto in un terrario è stato notato da una coppia di biologi durante la visita di una mostra temporanea locale. La scoperta è stata pubblicata per la prima volta nel 1981. La descrizione tassonomica e la denominazione vennero pubblicate negli anni seguenti, prima in un riassunto per un convegno e successivamente in un articolo esteso. Il nome aurorae deriva da Aurora, moglie dell’autore della descrizione. Ai fini della nomenclatura, la località tipica è stata designata come “Bosco del Dosso, near Vaio di Pian del Morto, between val Remaloch and Val Rotta” (alta Val d'Assa) e l'olotipo è stato depositato al Museo di Zoologia La Specola di Firenze. Fin dalla sua descrizione, S. atra aurorae è stata quasi universalmente trattata al rango di sottospecie, ma in alcuni casi è stata considerata al rango di specie distinta.
La differenziazione tassonomica di S. atra aurorae dalle altre popolazioni di S. atra è supportata da differenze fenotipiche e genetiche: tutti gli individui di S. atra aurorae hanno macchie su oltre metà della superficie dorsale, mentre gli individui di tutte le altre sottospecie sono uniformemente neri o al più con macchie sparse meno estese; inoltre, anche dati genetici indicano che S. atra aurorae rappresenta una linea separata all'interno di S. atra. In condizioni di cattività, è stato osservato che S. atra aurorae e S. atra atra possono accoppiarsi, generando ibridi apparente vitali e fertili con macchie gialle più piccole rispetto a S. atra aurorae.